# 1535
- Wikisource

| Calendário gregoriano                                                        | 1535 MDXXXV                                           |
| Ab urbe condita                                                              | 2288                                                  |
| Calendário arménio                                                           | 984 – 985                                             |
| Calendário bahá'í                                                            | -309 – -308                                           |
| Calendário budista                                                           | 2079                                                  |
| Calendário chinês                                                            | 4231 – 4232 Início a 3 de fevereiro (aproximadamente) |
| Calendário copta                                                             | 1251 – 1252                                           |
| Calendário etíope                                                            | 1527 – 1528                                           |
| Calendários hindus - Vikram Samvat - Calendário nacional indiano - Cáli Iuga | 1590 – 1591 1456 – 1457 4635 – 4636                   |
| Calendário Holoceno                                                          | 11535                                                 |
| Calendário islâmico                                                          | 942 – 943                                             |
| Calendário judaico                                                           | 5295 – 5296                                           |
| Calendário persa                                                             | 913 – 914                                             |
| Calendário rúnico                                                            | 1785                                                  |
| Calendário solar tailandês                                                   | 2078                                                  |

1535 (MDXXXV, na numeração romana) foi um ano comum do século XVI do Calendário Juliano, da Era de Cristo, a sua letra dominical foi C (52 semanas), teve início a uma sexta-feira e terminou também a uma sexta-feira.
| Ano completo                       |
| ---------------------------------- |
| Ano comum com início à sexta-feira |

## Eventos
- 18 de janeiro — Francisco Pizarro submeteu o império inca e fundou a cidade de Lima, capital do vice-reinado do Peru.
- 9 de março — Fundação, em Pernambuco, do povoado de Igarassu. O Primeiro Núcleo de Povoamento do Brasil.
- 10 de março — As Ilhas Galápagos foram descobertas pelo bispo do Panamá Tomás de Berlanga.
- 12 de março — Fundação, em Pernambuco, do povoado de Olinda que depois se tornou a sede da capitania.
- 23 de maio — O português Vasco Fernandes Coutinho, donatário da Capitania do Espírito Santo, funda a cidade de Vila Velha, cujo nome original era Vila do Espírito Santo.
- Nomeação de Manuel da Câmara como Capitão do donatário da ilha de São Miguel, Açores.
- 25 de outubro — Assinatura de um tratado de paz e comércio entre Portugal e Badur Xá, sultão de Guzarate, no qual este autorizava a construção de uma fortaleza em Diu e abdicava completa e permanentemente da posse das ilhas e de Baçaim e Bombaim, que tinham sido cedidas menos de um ano antes pelo Tratado de Baçaim.[1]

## Nascimentos

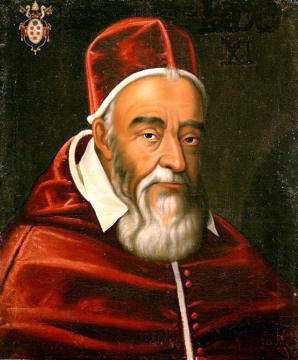
Papa Leão XI
(1535-1605)

- 11 de fevereiro — Papa Gregório XIV, Niccolò Sfondrati, eleito em 8 de novembro de 1590 (m. 1591).
- 15 de março — Nathan Chyträus, teólogo calvinista, poeta, humanista e filólogo alemão (m. 1598).
- 23 de março — Sofia de Brandemburgo-Ansbach, Duquesa de Liegnitz (m. 1587).
- 26 de abril — D. Dinis, Infante de Portugal, filho de João III de Aviz (1502-1557) (m. 1537).
- 3 de maio — Alessandro Allori, pintor italiano (m. 1607).
- 2 de junho — Papa Leão XI, Alessandro Ottaviano de' Médici, papa eleito em 1 de abril 1605 (m. 1605).
- 24 de junho — Joana da Áustria, mãe de D. Sebastião e filha de Carlos V da Espanha e de Isabel de Portugal (m. 1573).
- 4 de julho — Guilherme de Brunsvique-Luneburgo (m. 1592).
- 1 de novembro — Giambattista Della Porta, filósofo, alquimista, matemático, físico, comediógrafo e dramaturgo italiano (m. 1615).
- Aarão Abiob, rabino grego (m. 1605).[2]

## Mortes

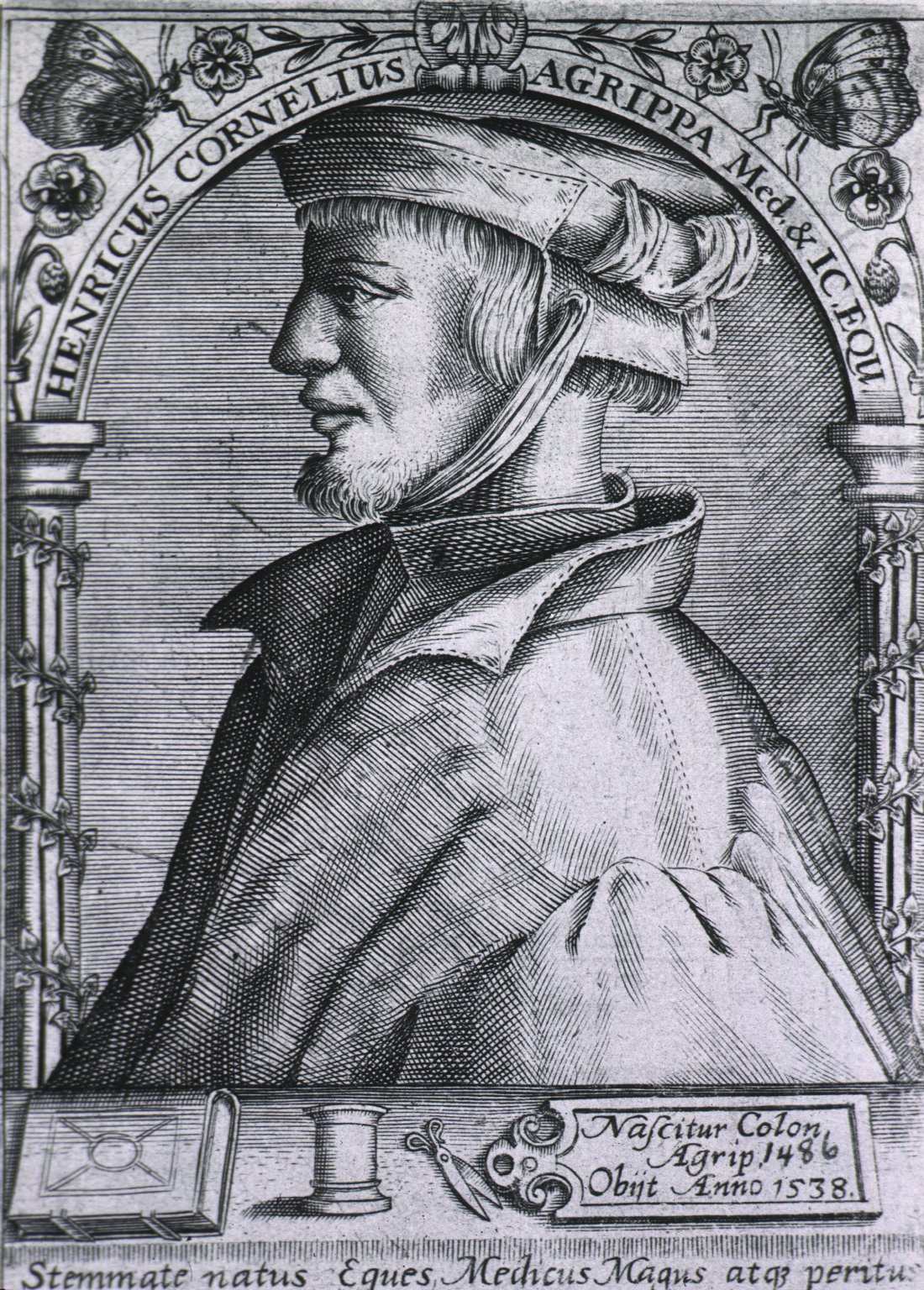
Agrippa von Nettesheim(1486-1535)

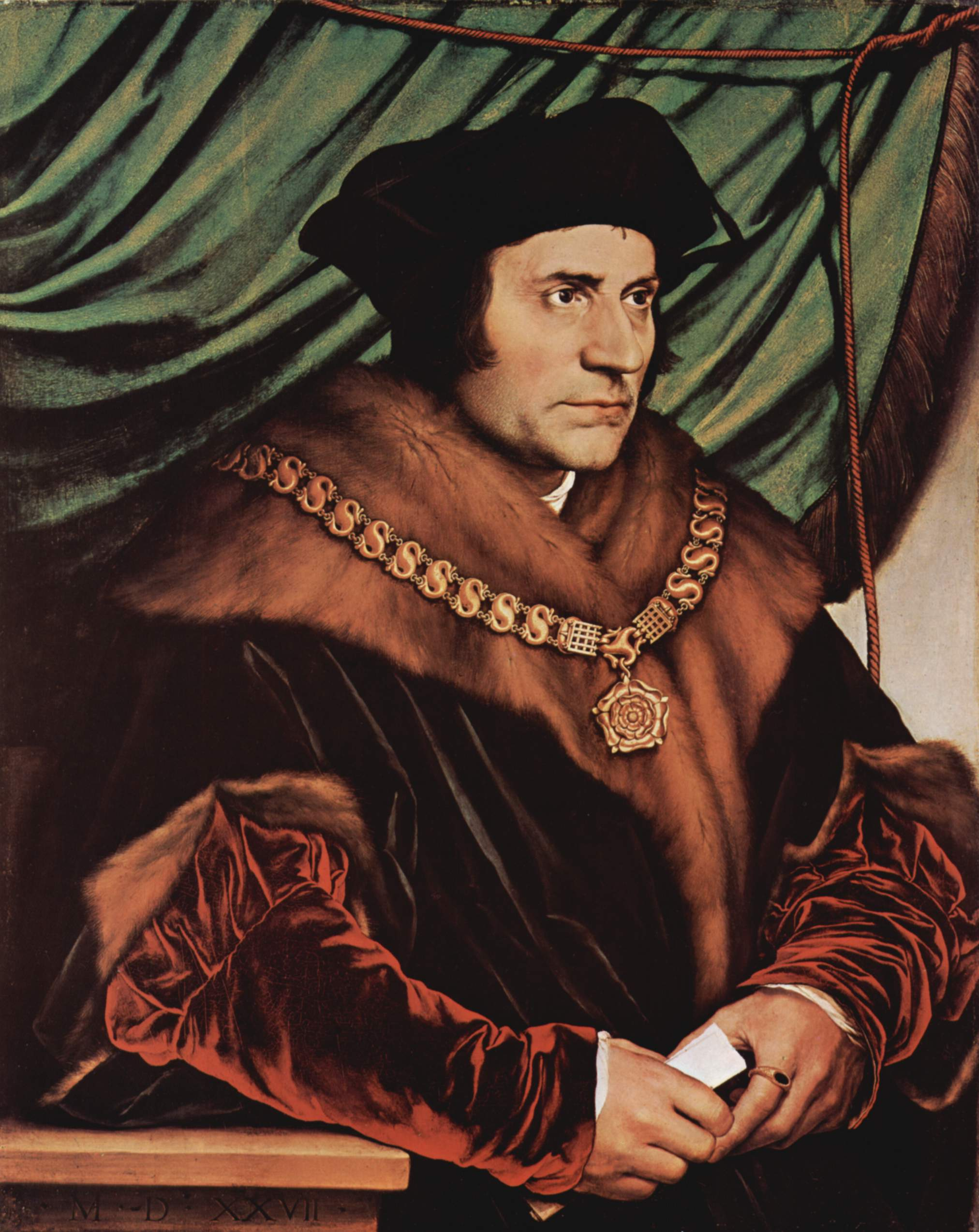
Thomas More
(1478-1535)

- 18 de fevereiro — Agrippa von Nettesheim, teólogo, médico, mago, astrólogo, escritor ocultista e alquimista alemão. (n.1486).
- 5 de março — Lorenzo Costa, O Velho, pintor italiano (n. 1460).
- 26 de março — Georg Tannstetter, também conhecido como Georgius Collimitius, médico, matemático, humanista e professor da Universidade de Viena (n. 1482).
- 4 de maio — John Houghton, mártir cartuxo (n. 1486).
- 9 de junho — Íñigo López de Mendoza y Zúñiga, cardeal e bispo espanhol (n. 1476).
- 6 de julho — Thomas More, humanista inglês e chanceler de Henrique VIII (n. 1478).
- 10 de julho — Jacob van Campen, bispo anabatista holandês e mártir (n. 1505).
- 10 de agosto — Ippolito de' Medici, cardeal italiano (n. 1511).
- 23 de setembro — Catarina de Saxe-Lauemburgo, rainha da Suécia e primeira esposa de Gustavo I da Suécia (n. 1513).
- 24 de outubro — Francesco II Sforza, nono e último Duque de Milão (n. 1495).
- 10 de novembro — Franz Kolb, teólogo reformador alemão nascido na Suíça (n. 1465).
- 24 de novembro — Ulrich Zasius, Ulrich Zäsy, jurista e humanista alemão (n. 1461).
- 24 de dezembro — Euricius Cordus, humanista, naturalista, médico e poeta alemão (n. 1485).

## Por tema
- 1535 no Brasil